# Stadion Żastar
Stadion Żastar – stadion piłkarski w Aktau, w Kazachstanie. Swoje mecze rozgrywa na nim drużyna Kaspij Aktau. Obiekt może pomieścić 3500 widzów.